# Grupo alpino
Por Grupo alpino se entiende una subdivisión de la cordillera de los Alpes. El concepto de grupo alpino está entendido de modos muy diferentes y a su vez contradictorias: puede ir desde el concepto de sección alpina a la más restrictiva de macizo montañoso.

## SOIUSA

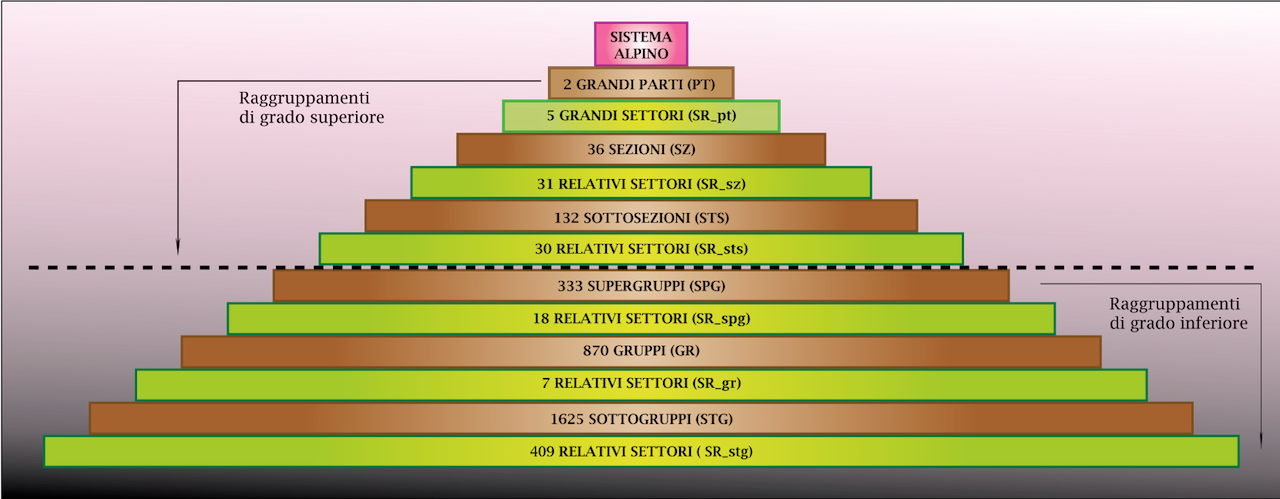
La Pirámide SOIUSA, o las diversas divisiones de los Alpes, de acuerdo con la SOIUSA.

El concepto del grupo alpino ha sido particularmente definido por la SOIUSA de 2005. Para proceder a una mejor clasificación y la división de los Alpes, la SOIUSA ha superado la histórica tripartición alpina en Alpes occidentales, Alpes centrales y Alpes orientales definida en el año 1926, y aprobó la bifurcación en Alpes occidentales y Alpes orientales.
También presentó el siguiente esquema de subdivisión:
- 5 áreas principales (SR)
- 36 secciones (SZ)
- 132 subsecciones (STS)
- 333 supergrupos (SPG)
- 870 grupos (GR)
- 1625 subgrupos (STG)

### Código de los grupos
El SOIUSA clasifica los grupos por un cifrado especial. Más concretamente los identifica en la subsección de pertenencia a través de un número arábigo progresivo. 
Por ejemplo, según la clasificación SOIUSA, el Mont Blanc forma un subgrupo con el código I/B-7.V-B.2.b. Forma parte del gran sector de los Alpes del noroeste, sección de los Alpes Grayos, subsección Alpes del Mont Blanc, supergrupo Macizo del Mont Blanc y grupo del Mont Blanc. El grupo es el Grupo del Mont Blanc y está individualizado con el número 2.

## AVE
La clasificación alemana del AVE divide los Alpes orientales en 4 sectores y 75 grupos. Muchos de estos grupos corresponden a las subsecciones alpinas identificadas por SOIUSA. El número de grupos que van desde 1 hasta 68